# Juan Paredes
Juan Paredes, född den 29 januari 1953 i Azcapotzalco, Mexiko, är en mexikansk boxare som tog OS-brons i fjäderviktsboxning 1976 i Montréal. Han slogs ut i semifinalen av kubanen Ángel Herrera med 0-5.